# Hudson Country Club Six
La Country Club Six è un'autovettura prodotta dalla Hudson dal 1939 al 1940. Il modello era sostanzialmente la versione più piccola della Country Club Eight. Il telaio e la linea derivavano dalla vettura appena citata, mentre la tecnologia era in comune con la Pacemaker e la Six.

## Storia
Il telaio fu disponibile in una sola versione, che aveva un passo 3.099 mm. Il motore installato era un sei cilindri in linea a valvole laterali da 3.474 cm³ di cilindrata avente un alesaggio di 76,2 mm e una corsa di 127 mm, che erogava 96 CV di potenza. La frizione era monodisco a umido, mentre il cambio era a tre rapporti. La trazione era posteriore. I freni erano idraulici sulle quattro ruote. Il cambio automatico era offerto come optional.
Nel 1940 la linea della Country Club Six e quella di tutti i modelli Hudson furono conformate allo stile della Super Six. La calandra ora occupava tutta la larghezza del veicolo e i fanali vennero inglobati nei parafanghi. Nel contempo, il passo fu allungato a 3.175 mm e la potenza del motore crebbe a 102 CV. La Country Club Six uscì poi di produzione nel 1940.